# Condado de Woodbury
O Condado de Woodbury é um dos 99 condados do estado norte-americano do Iowa. A sede do condado é Sioux City, que é também a sua maior cidade. O condado tem uma área de 2271 km² (dos quais 13 km² estão cobertos por água), uma população de 103 877 habitantes, e uma densidade populacional de 46 hab/km² (segundo o censo nacional de 2000). O condado foi fundado em 1851 e recebeu o seu nome em homenagem a Levi Woodbury, senador, governador de Nova Hampshire e membro da Suprema Corte dos Estados Unidos de 1844 até à data da sua morte.

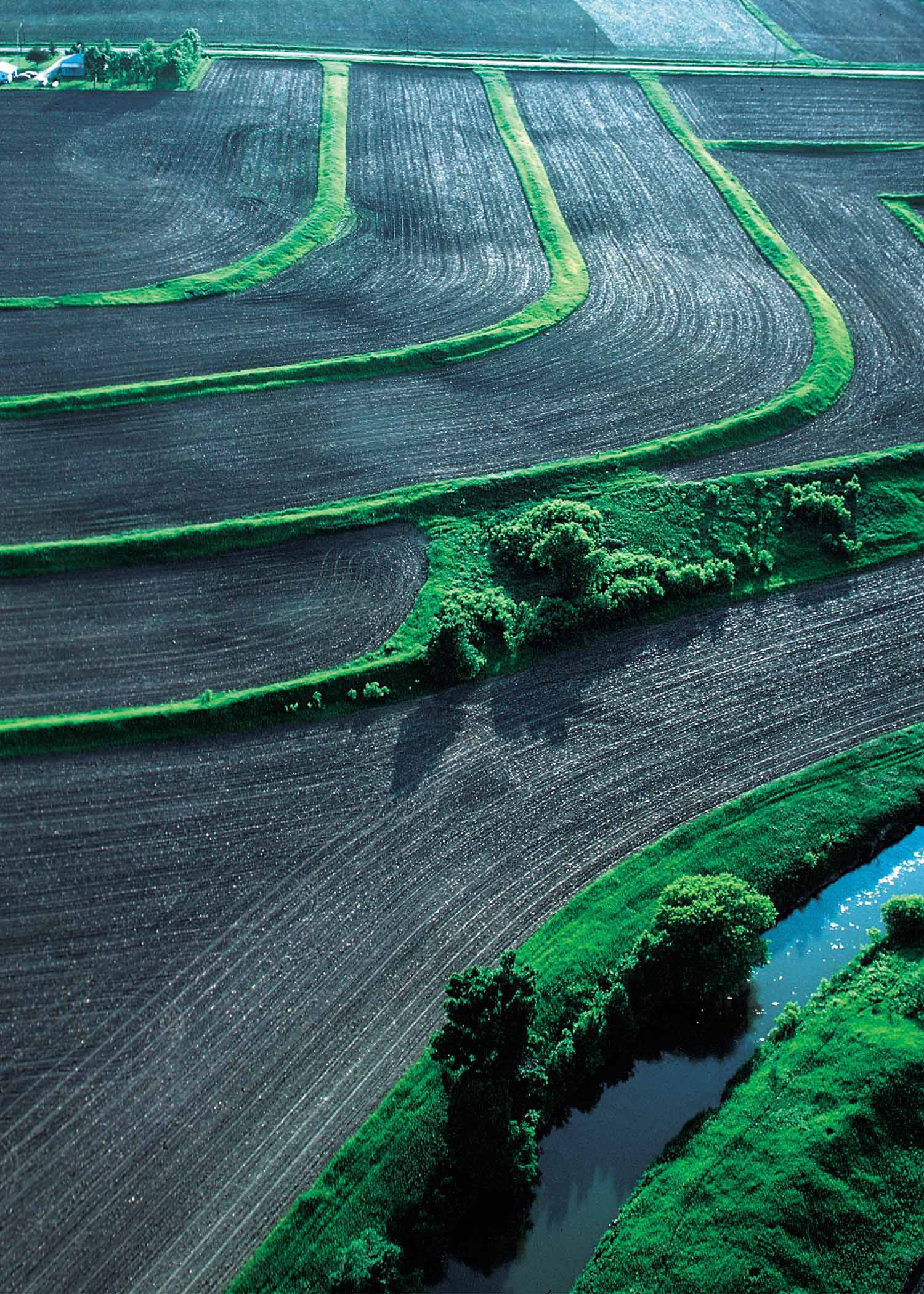
Terraços ajudam a conservar o solo e melhoram a qualidade da água nesta fazenda do condado de Woodbury.